# Decimus Haterius Agrippa
Decimus Haterius Agrippa (v. 13 av. J.-C. – 32 ap. J.-C.) est un tribun de la plèbe romain, préteur et consul. Il est le fils de l'orateur et sénateur Quintus Haterius et de sa femme Vipsania. 

## Carrière
Il devient tribun de la plèbe en 15 ap. J.-C. et oppose son veto à certaines propositions. Agrippa devient préteur en 17. Agrippa est consul en 22 avec Gaius Sulpicius Galba comme collègue. Agrippa a fortement exhorté l'empereur Tibère à nommer un nombre limité de candidats politiques de chaque famille. Il meurt en 32, victime du règne de terreur de Tibère. Tacite le décrit comme une « créature somnolente ».

## Vie privée
Il épouse Domitia, fille d'Antonia Major et de Lucius Domitius Ahenobarbus. Leur seul enfant est Quintus Haterius Antoninus (consul en 53 ap. J.-C.).